# Бојаго (Тревизо)
Бојаго је насеље у Италији у округу Тревизо, региону Венето.
Према процени из 2011. у насељу је живело 97 становника. Насеље се налази на надморској висини од 17 м.